# 380 (szám)
A 380 (római számmal: CCCLXXX) egy természetes szám.

## A szám a matematikában
A tízes számrendszerbeli 380-as a kettes számrendszerben 101111100, a nyolcas számrendszerben 574, a tizenhatos számrendszerben 17C alakban írható fel.
A 380 páros szám, összetett szám, kanonikus alakban a 22 · 51 · 191 szorzattal, normálalakban a 3,8 · 102 szorzattal írható fel. Tizenkettő osztója van a természetes számok halmazán, ezek növekvő sorrendben: 1, 2, 4, 5, 10, 19, 20, 38, 76, 95, 190 és 380.
Téglalapszám (19 · 20).
A 380 négyzete 144 400, köbe 54 872 000, négyzetgyöke 19,49359, köbgyöke 7,24316, reciproka 0,0026316. A 380 egység sugarú kör kerülete 2387,61042 egység, területe 453 645,97918 területegység; a 380 egység sugarú gömb térfogata 229 847 296,1 térfogategység.